# Jua
Jua är en ort i Indien.   Den ligger i distriktet North Goa och delstaten Goa, i den sydvästra delen av landet, 1 500 km söder om huvudstaden New Delhi. Jua ligger 4 meter över havet och antalet invånare är 5 470.
Terrängen runt Jua är huvudsakligen platt, men åt sydost är den kuperad. Runt Jua är det tätbefolkat, med 476 invånare per kvadratkilometer. Närmaste större samhälle är Panaji, 13,8 km väster om Jua. I omgivningarna runt Jua växer huvudsakligen savannskog.